# Ángel Vargas
José Ángel Lomio (Buenos Aires , 22 de outubro de 1904- Buenos Aires ,7 de julho de 1959) Foi um cantor argentino de tango. Formou nos anos 1940 um histórico binômio com o diretor de orquestra Ángel D'Agostino , conhecido como los dos angeles.

## Biografia
Nasceu no famoso bairro portenho de Barracas. Começou a carreira profissional em 1930 , cantando na orquestra de Augusto Berto. Em 1932 conhece Ángel D'Agostino , e se apresentam em algumas ocasiões juntos. Em 1938 grava alguns temas com a Orquesta Tipica Victor. Em 1940 alcança o estrelato quando é eleito primeiro cantor da orquestra de Ángel D'Agostino. Começam a gravar pelo selo RCA Victor . Realizaram 94 gravações entre 1940 e 1946. As gravações feitas nesse período , considerado a década de ouro do tango estão entre as mais destacadas da história do gênero. Depois formaria sua própria orquestra , composta de jovens valores como José Libertella e Luis Stazo , que seriam destacados chefes de orquestra , mas com essa formação não reeditaria os êxitos do período anterior.
Faleceu jovem , aos 54 anos em plena atividade , era conhecido como El ruiseñor de las calles porteñas  (o rouxinol das ruas portenhas). Entre as suas mais recordadas interpretações figuram os tangos Tres esquinas , Muchacho , Agua Florida , Manoblanca , A pan y agua e a valsa argentina Esquinas porteñas.

## Carreira
Vargas se iniciou como cantor no disco em 1935 , na orquestra de José Luis Padula  e para o selo Odeon  com as canções Ñata linda e Brindemos compañero.
Logo participou como estribillista ( crooner que cantava apenas o estribilho de uma canção ) , na Orquesta Tipica Victor , em 1938  , e no ano seguinte grava  acompanhado de violões os tangos La bruja e Milongón.
Em 1940 começa a sua fase áurea compondo como primeiro cantor a Orquesta Típica de Ángel D'Agostino gravando 94 peças que são do melhor da música de tango. Seu primeiro registro nessa fase foi com os tangos Muchacho e No aflojés ocupando os dois lados de um disco de 78 rpm. Foi um prolífico período para a música popular de Buenos Aires .Gravam 93 fonogramas e uma aparição no cinema onde Vargas canta o tango El cuarteador.
Em 1947 , Vargas se inicia como cantor solista, desvinculado de uma grande orquestra , contratando o conjunto de Eduardo Del Piano. Com ele Vargas grava vinte temas até 1950 , entre elas se destacam Milonga para Gardel , La mariposa , Bandoneon arrabalero , Que se vayan , Mi vieja viola , Ventanita de arrabal .
Em 1951 começa uma série de 46 registros fonográficos com a orquestra de Armando Lacava com quem atua até 1954. Com ele gravou Naipe marcado , De vuelta al bulín , No es más que yo , Trascartón , Copa de ajenjo , Duelo criollo , Bésame en la boca , Araca corazón , Naipe marcado , Duelo criollo , El adiós , Corrientes y Esmeralda , diversos temas famosos do tango.
Em 1959 , com o conjunto de José Libertella , Ángel Vargas faz as suas duas últimas gravações em 16 de setembro de 1959 , os tangos escolhidos foram La cieguita e La porteñita .